# Danil Jurtajkin
Danil Vitalijovytj Jurtajkin, ryska: Дани́л Вита́льевич Юрта́йкин, född 1 juli 1997, är en rysk professionell ishockeyforward som spelar för San Jose Sharks i National Hockey League (NHL). Han har tidigare spelat för Lokomotiv Jaroslavl och Amur Chabarovsk i Kontinental Hockey League (KHL).
Jurtajkin blev aldrig NHL-draftad.

## Statistik
| 2014–2015  | Loko Jaroslavl      | MHL        | 50 | 16 | 16 | 32 | 8  | 7  | 1 | 2  | 3  | 6  |
| 2015–2016  | Loko Jaroslavl      | MHL        | 33 | 11 | 21 | 32 | 4  | 15 | 3 | 9  | 12 | 2  |
| 2016–2017  | HK Rjazan           | VHL        | 26 | 9  | 12 | 21 | 10 | 4  | 0 | 1  | 1  | 0  |
|            | Loko Jaroslavl      | MHL        | 6  | 0  | 4  | 4  | 2  | 3  | 0 | 2  | 2  | 2  |
| 2017–2018  | Lokomotiv Jaroslavl | KHL        | 13 | 0  | 0  | 0  | 1  | 2  | 0 | 0  | 0  | 0  |
|            | HK Rjazan           | VHL        | 7  | 4  | 4  | 8  | 2  | —  | — | —  | —  | —  |
|            | Loko Jaroslavl      | MHL        | 8  | 1  | 2  | 3  | 12 | 5  | 0 | 2  | 2  | 4  |
|            | Amur Chabarovsk     | KHL        | 5  | 0  | 0  | 0  | 0  | —  | — | —  | —  | —  |
|            | Amurskije Tigry     | MHL        | 2  | 1  | 1  | 2  | 0  | —  | — | —  | —  | —  |
| 2018–2019  | Lokomotiv Jaroslavl | KHL        | 40 | 10 | 9  | 19 | 14 | 8  | 0 | 1  | 1  | 4  |
| 2019–2020  | San Jose Sharks     | NHL        | 1  | 0  | 0  | 0  | 0  | —  | — | —  | —  | —  |
| NHL totalt | NHL totalt          | NHL totalt | 1  | 0  | 0  | 0  | 0  | —  | — | —  | —  | —  |
| KHL totalt | KHL totalt          | KHL totalt | 58 | 10 | 9  | 19 | 18 | 10 | 0 | 1  | 1  | 4  |
| VHL totalt | VHL totalt          | VHL totalt | 33 | 13 | 16 | 29 | 12 | 4  | 0 | 1  | 1  | 0  |
| MHL totalt | MHL totalt          | MHL totalt | 99 | 29 | 44 | 73 | 26 | 30 | 4 | 15 | 19 | 14 |

### Internationellt
| Källa: Uppdaterad: 2019-10-03 | Källa: Uppdaterad: 2019-10-03 | Källa: Uppdaterad: 2019-10-03 |         | Utv = Utvisningsminuter | Utv = Utvisningsminuter | Utv = Utvisningsminuter | Utv = Utvisningsminuter | Utv = Utvisningsminuter |
| År                            | Lag                           | Mästerskap                    | Matcher | Mål                     | Assists                 | Poäng                   | Utv                     |                         |
| ----------------------------- | ----------------------------- | ----------------------------- | ------- | ----------------------- | ----------------------- | ----------------------- | ----------------------- | ----------------------- |
| 2015                          | Ryssland                      | U18                           | 5       | 2                       | 3                       | 5                       | 8                       |                         |
| 2018                          | Ryssland                      | JVM                           | 5       | 1                       | 2                       | 3                       | 2                       |                         |
| Junior totalt                 | Junior totalt                 | Junior totalt                 | 8       | 3                       | 1                       | 4                       | 0                       |                         |